# 女青鬼律
《女青鬼律》，道教天師道經書，自稱是由太上大道君傳授給天師張陵，約成書於東晉之前，原有8卷。《女青鬼律》屬治妖之書，自稱能剋制各種鬼神，認為呼喚惡鬼之名，即能加以剋制撫鎮。經文亦記述天師道的的戒規和禁忌，以及對違戒行為的懲罰。

## 年代與卷帙
黎志添和《道藏通考》都認為，《女青鬼律》成書於三世紀:21:127；李豐楙指出應成書於東晉以前:427；而小林正美則認為大致作於390年前後:362。《女青鬼律》原書應有8卷，《正統道藏》本只殘存6卷:9。

## 內容
《女青鬼律》自稱是太上大道君傳授給天師張陵的:361，記述太上對天師張道陵的勅語，降下神書，勸戒奉道者持行戒律，並使其知鬼姓名，以辟鬼趨吉。《女青鬼律》是能剋制各種鬼神的律法，屬治妖之書:427-428、432，驅鬼文類，旨在宣示疫病之鬼的名稱，以便剋制疫鬼:11、8，鎮撫及掌控鬼怪。經文詳述鬼怪的分類、顯現方式與驅鬼法術:12-13，記述鬼神的姓名、衣服、顏色、長短，如今本卷六集中收錄瘟疫鬼名，詳列瘟神疫鬼的姓名、職司:429。《女青鬼律》認為呼喚惡鬼之名，可以減輕惡鬼帶來的疾病危害；經文臚列許多疫鬼的名字，鬼名中有許多屬歷史人物，其中大多是夭亡或橫死的將軍或士兵:9、14-15。
《女青鬼律》並為道民訂立一系列禁忌和戒律，記述對違戒行為的懲罰。經文提出管理天師道道民的22條律令，並一一說明觸犯法則的後果:15、8、17，勸戒世人改過行道，否則要被天帝所派遣的諸鬼懲罰:429。《女青鬼律》也提出道教的末世論思想，其太平之世的救世主「神仙君」受佛教的佛陀觀影響:362。

## 影響
《女青鬼律》影響了東晉後期成書的《洞淵神咒經》，後者對鬼怪分類法「五方炁」也有所運用:437。